# 12 лет Октября (Алтайский край)
12 лет Октября́ — посёлок в Поспелихинском районе Алтайского края. Административный центр сельсовета 12 лет Октября.

## История
Основан в январе 1929 года как одноимённая трудовая коммуна. В советские годы центральная усадьба зерносовхоза «12 лет Октября».

## Население
| 1997 | 1998  | 1999  | 2000  | 2002  | 2003 |
| ---- | ----- | ----- | ----- | ----- | ---- |
| 1204 | ↘1141 | ↘1061 | ↗1070 | ↘1030 | ↘990 |
| 2004 | 2005  | 2006  | 2007  | 2008  | 2009 |
| ↘978 | ↘928  | ↘883  | ↗892  | ↘884  | ↘830 |
| 2010 | 2011  | 2012  | 2013  | 2014  | 2017 |
| ↘798 | ↗810  | ↘799  | ↘770  | ↘748  | ↘691 |

Национальный состав
Согласно результатам переписи 2002 года, в национальной структуре населения русские составляли 93 %.